# Abbaye de Beaulieu (Sin-le-Noble)
Pour les articles homonymes, voir Abbaye de Beaulieu.
L'abbaye de la bienheureuse Marie de Beaulieu est attachée à l'ordre de Saint-Augustin et est fondée à Beaulieu-lez-Sin-le-Noble en 1224,.

## Dérivés du nom
Bellus Loco et  Beata Maria de Bella Loco

## Historique
La prieur et les sœurs de Saint-Nicolas de Dechy avaient établi dans cette ville un hôpital de pauvres. Pour s'astreindre au service divin elles décidèrent d’adopter la règle de l'ordre de Saint-Augustin selon les statuts de l'abbaye Saint-Victor de Paris.
Le pape Honorius III leur accorda le droit de libre élection puis le pape Grégoire IX leur accorda sa protection et des privilèges qui seront confirmés par Innocent IV.
D'autres sources  précisent qu'un hôpital existait à Dechy en 1218, les soins aux malades étant assurés par les sœurs de Abbaye de Beaulieu (Sin-le-Noble)
Ponce (1221-1231), évêque d'Arras avait refusé la demande de la prieure mais son successeur  en 1233 Asson (1231-1245) évêque d'Arras érigea le monastère en abbaye.
L'abbesse Adrienne Moulart (1608), nièce de l'évêque d'Arras Mathieu Moulart  (1575-1600), transfère sa communauté dans la ville de Douai en 1622.

## Hydrologie
L'abbaye était installée dans le marais de Sin, actuellement rue de l'Abbaye.

## Abbesses
1. 1233-1268 : Alix
2. 1268-1288 : Ode
3. 1288-1295 : Marguerite
4. 1295-1300 : Julienne
5. 1300-1310 : Heluis
6. 1310-1320 : Marie Muletz
7. 1320-1343 : Yvette de Bonne-Brocque
8. 1343-1360 : Pierronne de Lys
9. 1360-1368 : Marie Lejeune
10. 1368-1376 : Nicaise Beil
11. 1376-1383 : Agnès de Liau
12. 1383-1384 : Marguerite de Bonne-Brocque
13. 1384-1393 : Marie de France
14. 1393-1418 : Jeanne Nedoulle
15. 1418-14?? : Idoine Martine
16. 14??-1478 : Yolande Janson
17. 1479-1507 : Alix Torquette
18. 1507-1538 : Madeleine de la Vacquerie
19. 1538-1558 : Jeanne de Montmorency
20. 1558-1595 : Bonne Broux
21. 1596-1607 : Anne de Lattre
22. 1608-1624 : Adrienne Moulart, transféra le monastère de Sin à Douai
23. 1624-1647 : Isavelle d'Assonville
24. 1647-1682 : Isabelle Handouart
25. 1683-1697 : Élisabeth Desprets
26. 1697-1711 : Marguerite Caullet
27. 1712-1735 : Angélique Thumerelle
28. 1735-1768 : Marie-Philippe L'Hoste
29. 1769-1791 : Marie-Anne-Joseph Mortagne de Landas[6]

## Personnalités liées
- Sainte-Épine de Beaulieu
- Hugues de Mastaing y avait un mausolée à Sin.